# 袁士傑
袁士傑 ，BBS，MH（英語：1932年7月6日—2011年5月6日），廣東省興寧人，香港工程師，曾在香港及中國大陸經營工業氣體實業。

## 生平

### 早年
袁士傑，1932年生於香港望族， 抗戰時期曾跟隨家人回鄉(廣東省興寧縣)避難。 香港重光後返港，入讀九龍喇沙書院，1950年代在英國考獲工程師資格。居住英國多年後，於1966年回港定居，先後在怡和機器公司任職工程師和在香港氧氣公司任職廠長。1965年迎娶富商胡兆熾的千金胡慕容為妻。育有兩子一女。

### 對香港和中國大陸的貢獻
1979年， 袁士傑創立新中國氣體有限公司打破香港工業氣體市場壟斷局面。他是中國大陸80年代工業先驅；不僅建立抗戰後中國首座乙炔入樽廠，更首創將液體氧氣和二氧化碳由廣州運至深圳入樽轉銷。新中國氣體亦在香港經銷燒焊設備。他在北京成立合資企業製造和銷售乙炔和其他氣體。1991年，他成立新中國科技拓展中國大陸投資和業務。
袁士傑對其專業和香港社會鞠躬盡瘁，為工程和科技界貢獻良多；曾任香港工程師學會理事及眾委員會主席, 工程界社促會義務祕書，香港科技協進會會長， 香港特區氣體安全諮詢委員會委員，和香港特區行政事務申訴專員公署名譽工程顧問。
袁士傑懷宗念族，曾任袁汝南堂宗親總會會長，亦屢屢為宗親總會慷慨解囊。 他也曾帶領宗親回祖鄉（興寧縣羅崗鎮仁安圍）祭祖，以表孝意。
1996年袁士傑獲選為香港特別行政區第一屆政府推選委員， 1997年獲選為中华人民共和国香港特别行政区第九届全国人民代表大会代表选举会议成员。 他曾任香港工程和科技界慶祝囘歸委員會副主席及香港工程和科技界國慶委員會副主席。 他亦曾參選特區政府推選委員會選舉。
他分別在1999年及2004年榮獲香港特區榮譽勳章和銅紫荊星章。  

### 殊榮
- 1999年香港特區榮譽勳章
- 2004年香港特區銅紫荊星章